# 盧盧克·哈迪揚托
盧盧克·哈迪揚托（Luluk Hadiyanto，1979年6月8日—），是一名來自印尼的男子羽球運動員，專注於男子雙打，與搭檔阿爾文特·尤利安托曾經排名世界第一。
盧盧克·哈迪揚托在2001年與西吉特·布迪亞托一起贏得泰國羽球公開賽。2004年，他改與同胞阿爾文特·尤利安托合作，贏得了四個頂級國際男子雙打冠軍：泰國、韓國、新加坡和印尼羽球公開賽。儘管2004年奧運會表現令人失望，在16強比賽中被淘汰出局，但他們在那一年取得了世界第一的排名。自2004年以後，兩人一直努力爭取最佳狀態。四年一度的亞運會（2006年）獲得銀牌；而日本羽球公開賽（2007年）和韓國羽球公開賽（2008年）是他們在主要國際比賽中的最高成績，儘管他們在2007年贏得了印尼全國冠軍。2006年他們還在亞洲羽球錦標賽獲得了銅牌，比賽地點在馬來西亞柔佛州新山。
在2008年奧運會上，兩人在首輪便以21-19、14-21、14-21輸給日本隊的大束忠司和舛田圭太，於是這對組合拆夥，盧盧克離開了印尼國家隊。從2009年開始，盧盧克·哈迪揚托成為一名獨立球員，先是第一次與陳甲亮合作，然後更頻繁地與佐戈·里雅迪合作。在2009年越南羽球公開賽中，盧盧克·哈迪揚托在男子雙打比賽中贏得了他的最後一場大型賽事，他與佐戈·里雅迪為大會第七種子，兩人在半決賽中以21-17、22-20擊敗大會第一種子馬來西亞雙打選手鍾騰福和李萬華。然後在決賽面對另一組馬來西亞組合雲天豪與王順福，以21-19、22-20直接結束本次BWF大獎賽的決賽。
2010年，盧盧克·哈迪揚托再次與陳甲亮組成了雙打組合。2011年中期，盧盧克在退休前最後一次改變了合作夥伴關係，他與另一位印尼人伊曼·索迪金·伊拉萬合作。

## 主要比賽成績

### 奧運會和世錦賽參賽紀錄
|          | 搭檔                     | 2004 |
| -------- | ------------------------ | ---- |
| 男子雙打 | 阿尔文特·尤利安托·钱德拉 | 16強 |